# Малый Бакай
Малый Бакай (укр. Малий Бакай) — село,
Малобакайский сельский совет,
Решетиловский район,
Полтавская область,
Украина.
Код КОАТУУ — 5324282201. Население по переписи 2001 года составляло 346 человек.
Является административным центром Малобакайского сельского совета, в который, кроме того, входят сёла
Бакай,
Гришки и
Мушты.

## Географическое положение
Село Малый Бакай находится на расстоянии в 1,5 км от сёл Бакай и Гришки.
По селу протекает реки Бакай (летом не пересыхает) с запрудой.